# Edward Digby (10e baron Digby)
Edward Henry Trafalgar Digby, 10e baron Digby (21 octobre 1846 - 11 mai 1920), également 4e baron Digby dans la pairie de Grande-Bretagne, est un pair britannique et un député conservateur.

## Biographie
Il est le fils aîné d'Edward Digby (9e baron Digby), fils de l'amiral Henry Digby. Sa mère est Theresa Anna Maria Fox-Strangways, fille de Henry Fox-Strangways (3e comte d'Ilchester), et Jane Digby est sa tante. Il est élu à la Chambre des communes pour le Dorset en 1876, siège qu'il occupe jusqu'en 1885. En 1889, il succède à son père dans les deux baronnies et prend place à la Chambre des lords.
Il sert dans les Coldstream Guards et, le 28 novembre 1900, il est nommé colonel honoraire de la 1st Dorsetshire Royal Garrison Artillery (Volunteers).
Lord Digby épouse Emily Beryl Sissy Hood, fille d'Albert Hood, en 1893. Il est décédé en mai 1920, à l'âge de 73 ans, et son fils aîné Edward Kenelm Digby lui succède. Lady Digby est décédée en 1928. Pamela Digby, la petite-fille de Lord Digby, est ambassadrice américaine en France.